# Єлмунь
Єлмунь (пол. Jełmuń, нім. Allmoyen) — село в Польщі, у гміні Сорквіти Мронґовського повіту Вармінсько-Мазурського воєводства.
Населення — 45 осіб (2011).

## Демографія
Демографічна структура станом на 31 березня 2011 року:
|          | Загалом | Допрацездатний вік | Працездатний вік | Постпрацездатний вік |
| -------- | ------- | ------------------ | ---------------- | -------------------- |
| Чоловіки | 23      | 2                  | 20               | 1                    |
| Жінки    | 22      | 2                  | 18               | 2                    |
| Разом    | 45      | 4                  | 38               | 3                    |